# Старосільська сільська рада (Саратський район)
Старосі́льська сільська́ ра́да — колишня адміністративно-територіальна одиниця та орган місцевого самоврядування в Саратському районі Одеської області. Адміністративний центр — село Старосілля.

## Історія
Указом Президії Верховної Ради УРСР від 14.11.1945 перейменували село Стара Формушика Бородінського району Ізмаїльської області на село Старосілля і Староформушицьку сільраду назвали Старосільською.

## Загальні відомості
- Територія ради: 43,85 км²
- Населення ради: 1 649 осіб (станом на 2001 рік)
- Територією ради протікає річка Чилігідер

## Населені пункти
Сільській раді підпорядковані населені пункти:
- с. Старосілля
- с. Семисотка

## Населення
Згідно з переписом УРСР 1989 року чисельність наявного населення сільської ради, яка тоді входила до складу Тарутинського району, становила 1651 особа, з яких 759 чоловіків та 892 жінки.
За переписом населення України 2001 року в сільській раді мешкало 1649 осіб.

### Мова
Розподіл населення за рідною мовою за даними перепису 2001 року:
| Мова       | Відсоток |
| ---------- | -------- |
| молдовська | 96,66 %  |
| російська  | 1,52 %   |
| українська | 0,97 %   |
| болгарська | 0,42 %   |
| румунська  | 0,30 %   |
| білоруська | 0,06 %   |

## Склад ради
Рада складається з 16 депутатів та голови.
- Голова ради: Топал Володимир Миколайович
- Секретар ради: Топчій Олена Юріївна

### Керівний склад попередніх скликань
| Прізвище, ім'я, по батькові | Основні відомості                                                                     | Дата обрання | Дата звільнення |
| --------------------------- | ------------------------------------------------------------------------------------- | ------------ | --------------- |
| Пінтяк Валерій Арсентійович | Сільський голова, 1954 року народження, член Всеукраїнського об'єднання «Батьківщина» | 26.03.2006   | 31.10.2010      |
| Топал Володимир Миколайович | Сільський голова, 1972 року народження, освіта вища, безпартійний                     | 31.10.2010   | 25.10.2015      |

Примітка: таблиця складена за даними сайту Верховної Ради України

### Депутати
За результатами місцевих виборів 2010 року депутатами ради стали:

#### За суб'єктами висування
| Суб'єкт висування                                       | Кількість обраних депутатів | %    |
| ------------------------------------------------------- | --------------------------- | ---- |
| Самовисування                                           | 9                           | 56,3 |
| Партія регіонів                                         | 3                           | 18,8 |
| Партія Пенсіонерів України                              | 1                           | 6,3  |
| Політична партія Всеукраїнське об'єднання «Батьківщина» | 1                           | 6,3  |
| Політична партія «Народна Самооборона»                  | 1                           | 6,3  |
| Соціалістична партія України                            | 1                           | 6,3  |

#### За округами
| № округу                                                | Прізвище, ім'я, по батькові     | Дата визнання обраним | Освіта             | Партійна приналежність             | Відомості про обраного депутата             |
| ------------------------------------------------------- | ------------------------------- | --------------------- | ------------------ | ---------------------------------- | ------------------------------------------- |
| Партія Пенсіонерів України                              |                                 |                       |                    |                                    |                                             |
| 2                                                       | Вітюк Василь Лукич              | 01.11.2010            | середня спеціальна | позапартійний                      | пенсіонер                                   |
| Партія регіонів                                         |                                 |                       |                    |                                    |                                             |
| 1                                                       | Жуминський Василь Христофорович | 01.11.2010            | середня            | позапартійний                      | приватний підприємець                       |
| 8                                                       | Руснак Ельміра Георгіївна       | 01.11.2010            | середня спеціальна | позапартійна                       | ОАО ім. Чапаєва, бухгалтер                  |
| 10                                                      | Робу Марія Павлівна             | 01.11.2010            | середня спеціальна | позапартійна                       | сільська бібліотека, завідувачка            |
| Політична партія Всеукраїнське об'єднання «Батьківщина» |                                 |                       |                    |                                    |                                             |
| 9                                                       | Робу Микола Павлович            | 01.11.2010            | середня спеціальна | позапартійний                      | тимчасово не працює                         |
| Політична партія «Народна Самооборона»                  |                                 |                       |                    |                                    |                                             |
| 11                                                      | Пінтяк Роман Валерійович        | 01.11.2010            | вища               | позапартійний                      | фермерське господарство, голова             |
| Соціалістична партія України                            |                                 |                       |                    |                                    |                                             |
| 6                                                       | Цокан Леонід Антонович          | 01.11.2010            | середня спеціальна | член Соціалістичної партії України | тимчасово не працює                         |
| Самовисування                                           |                                 |                       |                    |                                    |                                             |
| 3                                                       | Чебан Варвара Іванівна          | 01.11.2010            | вища               | позапартійна                       | дитяча дошкільна установа, завідувачка      |
| 4                                                       | Робу Євгенія Василівна          | 01.11.2010            | вища               | позапартійна                       | школа, вчитель                              |
| 5                                                       | Топчій Олена Юріївна            | 01.11.2010            | середня спеціальна | позапартійна                       | сільська рада, бухгалтер                    |
| 7                                                       | Олейніченко Віра Деомідівна     | 01.11.2010            | середня спеціальна | позапартійна                       | фельдшерсько-акушерський пункт, завідувачка |
| 12                                                      | Рокшан Ігор Федосійович         | 01.11.2010            | середня спеціальна | позапартійний                      | сільська рада, землемер                     |
| 13                                                      | Жуминська Світлана Микитіївна   | 01.11.2010            | середня спеціальна | позапартійна                       | колгосп, бухгалтер                          |
| 14                                                      | Постіка Тимофій Андрійович      | 01.11.2010            | середня            | позапартійний                      | пенсіонер                                   |
| 15                                                      | Батир Ольга Іванівна            | 01.11.2010            | середня спеціальна | позапартійна                       | приватний підприємець                       |
| 16                                                      | Кульпін Іван Андрійович         | 01.11.2010            | середня            | позапартійний                      | будинок культури, культорг                  |